# 仁濟軒
仁濟軒是香港仁濟醫院在其提交予運輸及房屋局轄下的過渡性房屋專責小組的「仁濟醫院社會房屋試驗計劃」計劃書中提議的過渡性社會房屋，擬於荃灣海角街及海興路交界約3,300平方米的一幅土地興建，預計建成後將設有香港首批（圓形）水管屋。水管屋的概念最早由香港建築設計師羅發禮在2018年初提出，後來因為與仁濟醫院合作而正式得以推行。仁濟軒將以自負盈虧方式營運。

## 設計

### 外殼用料
羅發禮構思的水管屋外殼是運用於輸水和保護電纜上的混凝土水管。因為大型水管易於運送，亦容易找到工廠生產，而且物料為混凝土（石屎），相對於鐵皮屋或一些非石屎製組合屋，無論防風、防火、結構、保溫等都更勝一籌。羅發禮表示，如果貨櫃屋或非石屎製組合屋要做到安全可以住人，須要進行多重加工，例如加裝防火棉等，而不同部件拆卸再重新組裝亦相當花時間及金錢，令成本上升及重置時間延長；水管屋則類似於一整座「預製組件屋」，無須把不同部分拆卸重組，「好似砌Lego」，故成本較組合屋可低約一半，房屋供應到市場的時間亦可以縮短。據其初步計劃，每個單位會先在中國大陸組裝，然後運到香港。撇除運輸成本，一個圓形水管屋的成本約10萬至20萬元，而方形水管屋則約30萬至40萬元。不過，水管屋較大缺點是體積太笨重，不能經常搬動位置。

### 外形、內部及社區設計
水管屋設計分為兩種，其中一種為方形水管屋（Boxpod），實用面積約250平方英尺（23平方），可住最多4個人；另一種則為圓形水管屋（Opod），由兩個巨型水管砌成，實用面積150平方英尺（14平方），可住1至2個人。項目中的水管屋會疊至兩層高。項目中的各單位樓底高3.2米，可裝天花風扇，牆身高處設置物架節省空間，單位可兩邊通風，並設有獨立浴室和廁所，但要共用洗衣房或廚房。各單位的門外亦有掛式垃圾桶，方便收集垃圾。項目亦會設有多項公共設施，例如課室、醫務所、洗衣房、智能售賣機（可購買牙刷牙膏日用品），多數會置放於圓形水管屋之內。
在項目的原始規劃中，方形水管屋將安放110至130多個，而圓形水管屋則將安放約20多個，整個項目合共約130至150伙，預計可容納300多人。根據運輸及房屋局在2022年4月的資料，在仁濟醫院修改設計後的新規劃中，圓形水管屋大減至5個，其中兩個會試驗作居住單位，餘下三個則會用作物業管理用途和居民共用的活動空間，以增加成本效益，而項目可提供的單位增至212個，可容納人數亦增至550人。新規劃中按居住人口設有不同類型的單位，其中2人單位佔188戶，面積約150平方呎；3或4人單位佔336戶，面積約為226平方呎；5人單位佔20戶，面積約為452平方呎，而餘下的4戶為無障礙單位。
青年民建聯曾拍攝影片，讓時任主席顏汶羽、副主席招文亮和胡綽謙一同進入水管屋，在私隱度、空間感以及隔音方面對水管屋進行測試。三人首先嘗試在玻璃大門安裝窗簾，不過發現一般在市面買到的窗簾布掛上時有不少難度。其後三人嘗試在屋內吃飯，他們順利地打開飯桌。最後，他們也對水管屋進行隔音測試，而他們發現在屋外探頭貼近也聽不到屋內的歌唱聲。

## 背景及歷史
當時屬於全新住屋概念的水管屋由羅發禮在2018年初提出。當時其主張每個單位面積約100平方英尺（9.3平方），可供1至2人居住，內裏麻雀雖小，五臟俱全。在羅發禮的構思中，建議以月租3000港元把水管屋租予年輕人，當中2000元是代租客儲起，到退租時歸還，讓年輕人一邊租屋一邊儲錢，助他們圓置業夢。羅發禮在2019年接受《文匯報》專訪時表示，他是在2017年末巡視地盤時，正好見到工地在鋪設巨形水管，然後靈機一動想到用這種水管設計住屋。羅發禮在展出水管屋設計後獲政府支持，原先計劃在土瓜灣一幅細小地皮試驗兩年，惜受惠人數有限，最終無果。當時適逢仁濟醫院考慮設立過渡房屋，於是兩方一拍即合，羅發禮遂轉到荃灣海興路地段繼續推行計劃。
該過渡房屋項目的受惠對象為輪候公屋達3年或以上的家庭或個人，或居於不適切住房、急需社區支援的基層市民，其中居住於荃灣區者優先。2019年3月26日，項目提交荃灣區議會諮詢。同月，仁濟醫院向地政總署申請土地短期租約，將以自負盈虧方式營運。時任仁濟醫院行政總裁梁偉光指，截至2020年2月5日，政府仍在處理申請，未知何時批出。他估計，在5年期租約內，項目預計可惠及500至700人。
後來，仁濟醫院董事局在聽取公眾意見後，決定將項目中絕大部分的單位改為方形設計，並初步決定留下若干個圓形水管屋作辦公室和公共設施，以保留原始的水管屋概念。然而，仁濟醫院在2022年3月時表示由於在2021年招標工程回標金額超出項目獲政府批款總額，故需重新招標，並預料項目將延遲至當年第三季恢復動工。2022年9月，項目舉行動土典禮，而項目亦獲正式命名為「仁濟軒」，而梁偉光在當時表示，在政府增批土地，並將資助款項由原本的6,490萬元增至1.166億元後，仁濟軒項目方得以順利進行。仁濟軒預料最快將於2023年7月入伙。

## 位置及交通
仁濟軒項目用地前為住有217個家庭、在1990年代末清拆的興盛臨時房屋區。用地與海旁相隔一條馬路，而根據香港01記者於用地現場視察，日常有不少市民在該處跑步和散步吹海風。由用地前往最近的巴士站和港鐵荃灣西站需時約15至20分鐘。用地位於行車天橋底，加上位置面向馬路，附近更是工廠區，經常有大型貨車出入，存在噪音與污染問題。項目內設的公共休憩空間及活動處所與毗鄰海濱長廊空間融合，以為住戶提供舒適的居住環境。此外，項目用地亦鄰近超市和社會福利設施。

## 評論
公屋聯會對水管屋及管道屋作過渡性社會房屋計畫表示支持，指可為輪候公屋的申請者提供更多的住屋選擇。其又指，由於計劃參考「社會房屋共享計劃」釐訂租金，租金水平將低於市價，基層得以受惠。此外，項目亦可為增加過渡性房屋作示範作用。青年民建聯指，水管屋的選址應考量當區居民的意見，並稱交通和社區配套是當區居民比較關注的，水管屋項目難免會令他們擔心水管屋入伙後對社區增加負擔。青年民建聯也指出，缺乏配套會令搬入過渡性房屋的市民覺得生活不夠便利。
時任荃灣區議員林琳認為，荃灣水管屋用地交通不便，而且在高速公路和工業區附近，並指水管屋的居民恐需忍受嘈音、空氣污染和荃灣海濱惡臭問題。她當時指，她收集了80名市民意見，近90%受訪者反對計劃，又指涉事行人路段過往已經「塞爆」，再引人入住，恐「迫上加迫」。另一時任荃灣區議員譚凱邦亦批評用地選址環境差劣，不宜居住，稱「香港人由木屋、徙置區幾經努力搬上樓，如今要淪落睡水管，住天橋底」，並形容香港市民住屋「面臨大倒退」。他又指，是次計劃只能補助200多人，只佔於當區劏房戶的極少數，並不能有效解決房屋需求。
全港關注劏房平台幹事陳穎彤引用當時既有資料稱，擔心水管屋居住環境「愈住愈差」，設計欠缺配套，與社區連繫欠奉，恐如同「貧民窟」狀態，又指出水管屋室內面積約100至150平方呎，若要3至4人家庭入住，其人均居住面積比劏房的56.5平方英尺還要低，故難以應付最急切的家庭住戶需要，料未來入住的只有單身人士或青年人。而居住環境亦需設無障礙設施，否則行動不便人士或長者難以入住。她又稱，政府或需花費更多教育和宣傳水管屋概念，否則居民恐被標籤歧視。